# دونپورت (اکلاهما)
دونپرت(به انگلیسی: Davenport) شهری در ایالت اکلاهما کشور ایالات متحده آمریکا است که جمعیت آن در سرشماری سال ۲۰۱۰ میلادی، ۸۱۴ نفر بوده‌است.